# William Kempe
William Kempe (1560 circa – Londra, 1603) è stato un attore teatrale e ballerino britannico.
Esperto nelle parti clownesche e considerato per questo l'erede naturale di Richard Tarlton, Kempe fu danzatore comico di giga e si produsse al Globe Theatre con la compagnia teatrale di William Shakespeare.
Il successo di Kempe fu tale che nel dicembre 1598 era uno dei cinque attori-azionisti dei Chamberlain's Men, accanto a Shakespeare e Richard Burbage. Tuttavia, in breve tempo, probabilmente a causa di una rottura nei rapporti con gli altri azionisti, si separò dalla compagnia. A dispetto della sua fama come attore e della sua intenzione di continuare la sua carriera, sembra sia morto non considerato e in miseria verso il 1603.

## Vita
Non si conosce nulla della nascita e delle origini di William Kempe. La sua prima apparizione sui documenti storici riguarda una rappresentazione con i Leicester's Men nella casa del conte di Leicester nel maggio 1585: il conte gli diede uno speciale pagamento di dieci scellini per la sua performance. Kempe continuò a lavorare con i Leicester's Men anche dopo la partenza per i Paesi Bassi, dove il conte prese parte alla Guerra degli ottant'anni.
Il nipote di Leicester, Philip Sidney, in alcune lettere cita di sfuggita un uomo che chiama "Will, l'attore burlone del mio signore di Lester"; oggi si presume che questo "Will" sia Kempe. Sidney si lamenta in una lettera a Francis Walsingham che "Will" ha consegnato le sue lettere alla signora Leicester piuttosto che alla moglie di Sidney, Frances Walsingham.
Dopo un breve ritorno in Inghilterra, Kempe accompagnò due altri futuri Lord Chamberlain's Men, George Bryan e Thomas Pope, a Elsinore dove intrattenne Federico II di Danimarca. Non si conosce dove Kempe si trovasse verso la fine degli anni ottanta del Cinquecento, ma il fatto che la sua fama come attore stava crescendo durante questo periodo è dimostrato dall'opera di Thomas Nashe An Almond for a Parrot del 1590: Nashe dedicò il lavoro a Kempe, chiamandolo "buffone e vicegerente generale del fantasma di Dick Tarlton".
Con certezza egli interpretò le parti di Dogberry in Molto rumore per nulla e Pietro in Romeo e Giulietta: le note di direzione inscritte in parte sul First folio e in parte sul precedente quarto dei lavori scespiriani lo citano tra gli attori. Le caratteristiche attoriali di cui era dotato lo resero adatto alle parti di fool, ossia personaggi estremamente comici caratterizzati da una parvenza al limite della sciocco e del ridicolo.
Nel 1599 probabilmente interruppe la sua collaborazione con la compagnia teatrale del bardo, The Lord Chamberlain's Men, proprio per dissidi con quest'ultimo. Il suo nome, infatti, figura nella lista degli attori per la rappresentazione di Every Man in His Humour di Ben Jonson del 1598 ma non in quella del 1599: la questione è rilevante, visto che il pezzo era più che adatto alle sue capacità. Il suo successore nella compagnia fu Robert Armin.
Tra il febbraio ed il marzo del 1600, compì l'impresa che egli stesso definì la "Nine Days Wonder", nel corso della quale danzò il ballo del Morris lungo la strada che conduceva da Londra a Norwich, scrivendo poi un testo a memoria dell'accadimento. Morì tre anni dopo nel distretto londinese di Southwark.